# Джа (река)
Джа (фр. Dja) (в верхнем течении Нго́ко; фр. Ngoko) — река в Центральной Африке. С 1987 года входит в список Всемирного наследия ЮНЕСКО.
Протекает в Камеруне, приток реки Санга. Протяжённость реки составляет около 720 км. Судоходна река для маломерных судов на большей части своего течения. В бассейне реки находится крупный природный заповедник.